# Bernúy de Porreros
Bernúy de Porreros är en ort i Spanien.   Den ligger i provinsen Provincia de Segovia och regionen Kastilien och Leon, i den centrala delen av landet, 70 km nordväst om huvudstaden Madrid. Bernúy de Porreros ligger 1 019 meter över havet och antalet invånare är 422.
Terrängen runt Bernúy de Porreros är lite kuperad, och sluttar västerut.Runt Bernúy de Porreros är det ganska tätbefolkat, med 108 invånare per kvadratkilometer. Närmaste större samhälle är Segovia, 5,6 km söder om Bernúy de Porreros. Trakten runt Bernúy de Porreros består till största delen av jordbruksmark.